# Приєднання голова до хвоста
Приєднання голова до хвоста (рос. присоединение голова к хвосту, англ. head-to-tail addition) — у радикально-ланцюгових реакціях — приєднання радикала ініціатора чи радикала, що веде ланцюг, до незаміщеного атома С моно- або 1,1-дизаміщеної вінільної групи.
R•+ HXC=CH2 → RH2C—C•HX.